# 黑格拉本河
50°2′26.56″N 9°3′37.99″E / 50.0407111°N 9.0605528°E

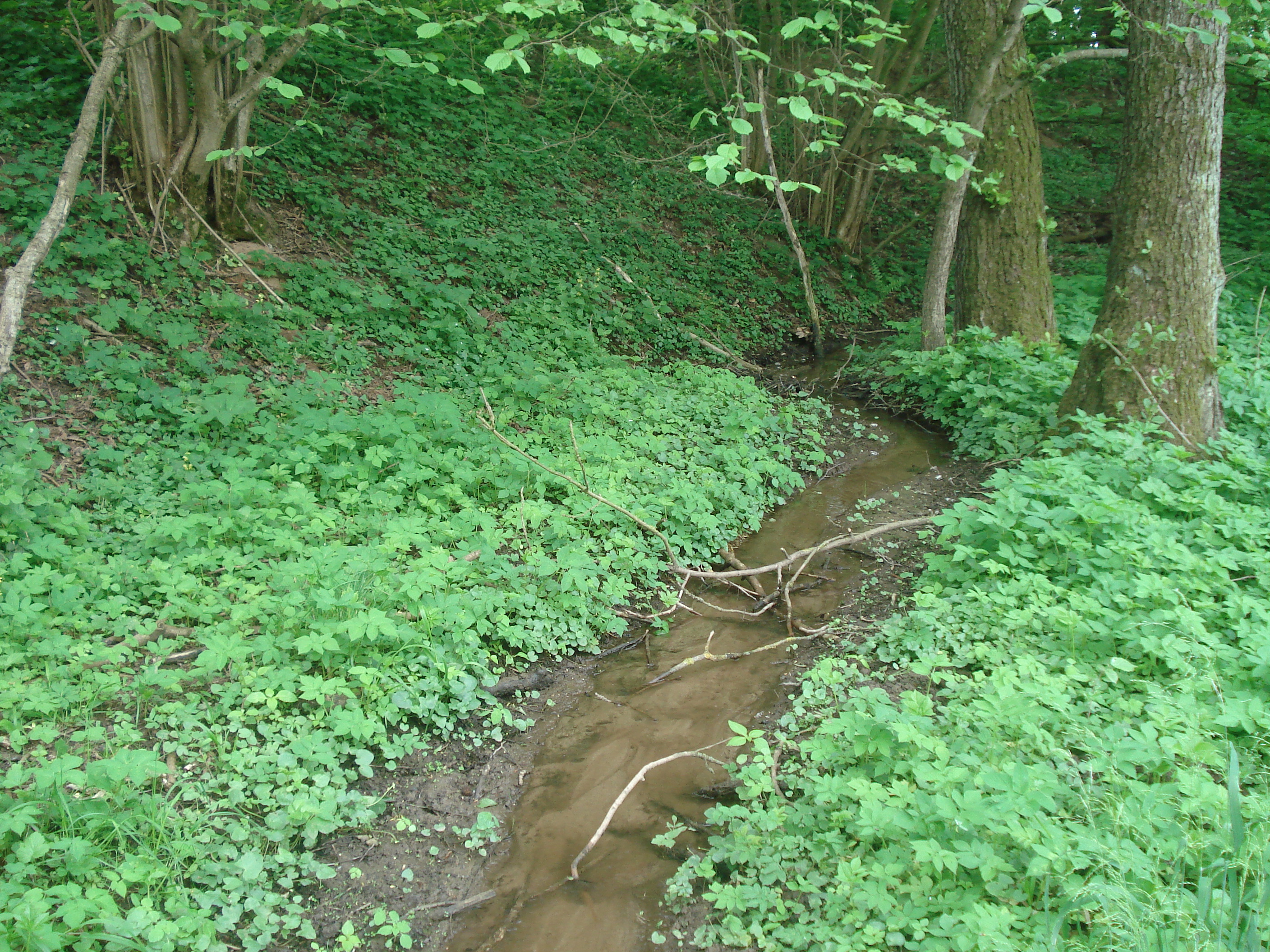

黑格拉本河（德語：Häggraben），是德國的河流，位於該國東南部，由巴伐利亞負責管轄，屬於哈格拉本河的右支流，河道全長3.5公里，流域面積2.3平方公里。